# 利寧·莫雷諾
莱宁·波尔泰雷·莫雷诺·加西斯（西班牙語：：1953年3月19日—）出生于厄瓜多尔边境城市新罗卡堡，厄瓜多尔政治家，曾任厄瓜多尔总统。他曾经于2007年至2013年在科亚雷政府担任副总统。他的名字“莱宁”得名于俄国革命家列宁。
2016年10月1日，作为执政党主权祖国联盟运动的候选人参与2017年厄瓜多尔总统大选。2017年4月2日，莫雷诺当选为厄瓜多尔总统，同年5月25日就职。
莫雷诺在1998年时因枪击致使残疾而必须依赖轮椅行走。
莫雷諾選擇放棄在2021年總統選舉尋求連任。

## 指控腐败
伊纳文件案，目前被称为中水电案。 这涉及一起贪污丑闻，涉及金额达7600万美元的贿赂或“回扣”以及洗钱行为，据称涉及列宁·莫雷诺及其家人与一家名为伊纳投资公司的离岸公司有关。根据调查，这家公司是由莫雷诺的兄弟埃德温·莫雷诺在伯利兹创立的，伯利兹以对外国公司的税收优惠而闻名。
根据在inapapers.org上发布的信息，“伊纳”这个名字可能是由列宁·莫雷诺的女儿卡琳娜、克里斯蒂娜和伊琳娜的姓氏的最后三个字母组成的首字母缩略词。此外，调查还将与莫雷诺及其妻子罗西奥·冈萨雷斯的亲密朋友赛维尔·马西亚斯·卡米尼亚尼和玛丽亚·奥克西利亚多拉·帕蒂诺与这家离岸公司联系起来。
已经发现，伊纳投资公司进行了各种交易，例如在瑞士购买家具和在西班牙购买公寓。 发票上以埃德温·莫雷诺和玛丽亚·奥克西利亚多拉·帕蒂诺的名义出具。还确定了与交易相关的两个地址：一个对应于瓜亚基尔的赛维尔·马西亚斯·卡米尼亚尼的住所，另一个与埃杜阿多·洛佩斯拥有的石油公司Sertecpet有关，他是莫雷诺·加西斯兄弟的朋友。
伊纳文件案在厄瓜多尔引发了重大的政治影响和社会动荡，导致要求对国民议会和厄瓜多尔国家检察院出现以及要求展开调查。作为调查结果，对列宁·莫雷诺、他的妻子罗西奥·冈萨雷斯、女儿伊琳娜、兄弟埃德温和吉列尔莫以及其他36人提出了贿赂指控。
2023年2月，国家检察官戴安娜·萨拉萨尔报告称，伊纳文件案已扩大，通过国际法律协助从巴拿马获得了相关信息。随后，于2023年3月，正式提出了指控，其中检察机关要求对嫌疑人采取预防性拘留措施，以避免逃跑风险。然而，法官决定采取较不限制性的预防性措施，如定期在国家司法法院出庭和禁止出境。
2023年4月，检察机关要求对列宁·莫雷诺、罗西奥·冈萨雷斯、伊琳娜·莫雷诺以及涉案的其他七人采取预防性拘留措施。 据报道，其中包括莫雷诺在内的十名涉案人员未能按期出庭，导致要求国际刑警组织通报他们的位置并逮捕。
伊纳文件案或中水电案仍在发展中，预计将有进一步的调查和法律程序揭示涉及列宁·莫雷诺及其家人的涉嫌贪污和贿赂活动的更多细节。这些指控对厄瓜多尔的政治和社会领域产生了重大影响，引发了有关权力行使的透明度和道德的问题。